# Stenaoplus varipes
Stenaoplus varipes là một loài tò vò trong họ Ichneumonidae.